# Адміністративний устрій Ніжинського району
Адміністративний устрій Ніжинського району — адміністративно-територіальний поділ Ніжинського району Чернігівської області на громаду міста обласного значення, 2 сільські громади, 1 селищну громаду та 12 сільських рад, які об'єднують 72 населені пункти та підпорядковані Ніжинській районній раді. Адміністративний центр — місто Ніжин, що є містом обласного значення і до складу району не входить.

## Список громад Ніжинського району
| № | Назва                         | Центр         | Населені пункти | Площа км² | Місце за площею | Населення (2015), осіб | Місце за населенням |
| - | ----------------------------- | ------------- | --- | --------- | --------------- | ---------------------- | ------------------- |
| 1 | Вертіївська сільська громада  | с. Вертіївка  | с. Березанка с. Бобрик c. Велика Кошелівка с. Вертіївка c. Дуболугівка c. Заньки с. Каблуки с. Кардаші с. Мала Кошелівка с. Лісове с. Низи с. Радгоспне с. Титівка с. Холявки с. Хомине c. Черняхівка с-ще Юність |           |                 | 5404                   |                     |
| 2 | Лосинівська селищна громада   | смт Лосинівка | c. Вікторівка с. Леонідівка смт Лосинівка с. Погребець с. Садове c. Сальне с. Степ c. Терешківка c. Шатура c. Шняківка                                                                                            |           |                 | 5787                   |                     |
| 3 | Ніжинська міська громада      | м. Ніжин      | м. Ніжин c. Кунашівка с. Наумівське с. Паливода |           |                 |                        |                     |
| 4 | Талалаївська сільська громада | c. Талалаївка | с. Безуглівка с. Бідин c. Велика Дорога с. Довге с. Калинівка с. Кравчиха с. Кропивне с. Курилівка с. Лустівка c. Ніжинське с. Пашківка с. Синдаревське c. Талалаївка с. Хвилівка с. Хомівка                      |           |                 |                        |                     |

## Список радНіжинського району(з 2015 року)
| №  | Назва                        | Центр          | Населені пункти                                                              | Площа км² | Місце за площею | Населення (2001), чол. | Місце за населенням | Розташування |
| -- | ---------------------------- | -------------- | ---------------------------------------------------------------------------- | --------- | --------------- | ---------------------- | ------------------- | ------------ |
| 1  | Бурківська сільська рада     | c. Бурківка    | c. Бурківка                                                                  | 31,689    |                 | 476                    | 25                  |              |
| 2  | Галицька сільська рада       | c. Галиця      | c. Галиця с. Ковтунівка                                                      | 67,71     |                 | 1862                   | 4                   |              |
| 3  | Данинська сільська рада      | c. Данине      | c. Данине                                                                    | 37,12     |                 | 1022                   | 10                  |              |
| 4  | Колісниківська сільська рада | c. Колісники   | c. Колісники с. Григорівка                                                   | 52,3      |                 | 878                    | 14                  |              |
| 5  | Крутівська сільська рада     | c.Крути        | c. Крути с. Бакланове с. Діброва с. Поляна                                   | 75,683    |                 | 1625                   | 8                   |              |
| 6  | Кукшинська сільська рада     | c. Кукшин      | c. Кукшин с. Зруб                                                            | 80,819    |                 | 1106                   | 9                   |              |
| 7  | Липоворізька сільська рада   | c. Липів Ріг   | c. Липів Ріг                                                                 | 26,415    |                 | 972                    | 12                  |              |
| 8  | Перебудівська сільська рада  | c. Перебудова  | c. Перебудова с. Валентіїв с. Почечине                                       | 35,63     |                 | 634                    | 22                  |              |
| 9  | Перемозька сільська рада     | c. Перемога    | c. Перемога с. Богданівка с. Гармащина с. Червоний Колодязь с. Червоний Шлях | 46,711    |                 | 1755                   | 7                   |              |
| 10 | Переяслівська сільська рада  | c. Переяслівка | c. Переяслівка                                                               | 23,054    |                 | 480                    | 24                  |              |
| 11 | Світанківська сільська рада  | c-ще Світанок  | c-ще Світанок с-ще Мирне с. Яхнівка                                          | 23,978    |                 | 1017                   | 11                  |              |
| 12 | Стодольська сільська рада    | c. Стодоли     | c. Стодоли с. Переходівка                                                    | 48,066    |                 | 791                    | 18                  |              |

## Список радНіжинського району(до 2015 року)
| №  | Назва                            | Центр               | Населені пункти                                                                                               | Площа км² | Місце за площею | Населення (2001), чол. | Місце за населенням | Розташування |
| -- | -------------------------------- | ------------------- | --- | --------- | --------------- | ---------------------- | ------------------- | ------------ |
| 1  | Лосинівська селищна рада         | смт Лосинівка       | смт Лосинівка с. Погребець                                                                                    | 11,76339  |                 | 4737                   | 2                   |              |
| 2  | Безуглівська сільська рада       | с. Безуглівка       | с. Безуглівка с. Бідин с. Довге с. Курилівка с. Пашківка с. Синдаревське с. Хомівка                           | 72,0893   |                 | 1771                   | 6                   |              |
| 3  | Березанська сільська рада        | с. Березанка        | с. Березанка                                                                                                  | 10,745    |                 | 241                    | 30                  |              |
| 4  | Бурківська сільська рада         | c. Бурківка         | c. Бурківка                                                                                                   | 31,689    |                 | 476                    | 25                  |              |
| 5  | Великодорізька сільська рада     | c. Велика Дорога    | c. Велика Дорога с. Калинівка с. Кравчиха                                                                     | 32,75     |                 | 808                    | 17                  |              |
| 6  | Великокошелівська сільська рада  | c. Велика Кошелівка | c. Велика Кошелівка                                                                                           | 57,8      |                 | 785                    | 19                  |              |
| 7  | Вертіївська сільська рада        | c. Вертіївка        | c. Вертіївка с. Бобрик с. Каблуки с. Кардаші с. Низи с. Радгоспне с. Титівка с. Холявки с. Хомине с-ще Юність | 242,626   |                 | 4954                   | 1                   |              |
| 8  | Вікторівська сільська рада       | c. Вікторівка       | c. Вікторівка с. Леонідівка с. Степ                                                                           | 25,766    |                 | 873                    | 15                  |              |
| 9  | Галицька сільська рада           | c. Галиця           | c. Галиця с. Ковтунівка                                                                                       | 67,71     |                 | 1862                   | 4                   |              |
| 10 | Григоро-Іванівська сільська рада | c. Григоро-Іванівка | c. Григоро-Іванівка с. Кропивне                                                                               | 77,4      |                 | 1829                   | 5                   |              |
| 11 | Данинська сільська рада          | c. Данине           | c. Данине | 37,12     |                 | 1022                   | 10                  |              |
| 12 | Дуболугівська сільська рада      | c. Дуболугівка      | c. Дуболугівка                                                                                                | 38,083    |                 | 568                    | 23                  |              |
| 13 | Заньківська сільська рада        | c. Заньки           | c. Заньки | 43,842    |                 | 405                    | 28                  |              |
| 14 | Колісниківська сільська рада     | c. Колісники        | c. Колісники с. Григорівка                                                                                    | 52,3      |                 | 878                    | 14                  |              |
| 15 | Крутівська сільська рада         | c.Крути             | c. Крути с. Бакланове с. Діброва с. Поляна                                                                    | 75,683    |                 | 1625                   | 8                   |              |
| 16 | Кукшинська сільська рада         | c. Кукшин           | c. Кукшин с. Зруб                                                                                             | 80,819    |                 | 1106                   | 9                   |              |
| 17 | Кунашівська сільська рада        | c. Кунашівка        | c. Кунашівка с. Наумівське с. Паливода                                                                        | 62,533    |                 | 755                    | 20                  |              |
| 18 | Липоворізька сільська рада       | c. Липів Ріг        | c. Липів Ріг                                                                                                  | 26,415    |                 | 972                    | 12                  |              |
| 19 | Малокошелівська сільська рада    | c. Мала Кошелівка   | c. Мала Кошелівка                                                                                             | 31,12     |                 | 450                    | 26                  |              |
| 20 | Перебудівська сільська рада      | c. Перебудова       | c. Перебудова с. Валентіїв с. Почечине                                                                        | 35,63     |                 | 634                    | 22                  |              |
| 21 | Перемозька сільська рада         | c. Перемога         | c. Перемога с. Богданівка с. Гармащина с. Червоний Колодязь с. Червоний Шлях                                  | 46,711    |                 | 1755                   | 7                   |              |
| 22 | Переяслівська сільська рада      | c. Переяслівка      | c. Переяслівка                                                                                                | 23,054    |                 | 480                    | 24                  |              |
| 23 | Сальненська сільська рада        | c. Сальне           | c. Сальне с. Садове                                                                                           | 4,497     |                 | 837                    | 16                  |              |
| 24 | Світанківська сільська рада      | c-ще Світанок       | c-ще Світанок с-ще Мирне с. Яхнівка                                                                           | 23,978    |                 | 1017                   | 11                  |              |
| 25 | Стодольська сільська рада        | c. Стодоли          | c. Стодоли с. Переходівка                                                                                     | 48,066    |                 | 791                    | 18                  |              |
| 26 | Талалаївська сільська рада       | c. Талалаївка       | c. Талалаївка с. Лустівка с. Хвилівка                                                                         | 69,72     |                 | 2663                   | 3                   |              |
| 27 | Терешківська сільська рада       | c. Терешківка       | c. Терешківка                                                                                                 |           |                 | 369                    | 29                  |              |
| 28 | Черняхівська сільська рада       | c. Черняхівка       | c. Черняхівка с. Лісове                                                                                       | 44,468    |                 | 891                    | 13                  |              |
| 29 | Шатурська сільська рада          | c. Шатура           | c. Шатура | 25,26     |                 | 719                    | 21                  |              |
| 30 | Шняківська сільська рада         | c. Шняківка         | c. Шняківка                                                                                                   | 16,39     |                 | 435                    | 27                  |              |

* Примітки: м. — місто, с-ще — селище, смт — селище міського типу, с. — село